# Primærrute 25
Primærrute 25 er en hovedvej mellem Tønder og Kolding i det sydlige Jylland.
Primærrute 25 starter ved rundkørslen nord for landsbyen Abild og passerer forbi Løgumgårde, forbi Roost, gennem Toftlund, forbi Øster Lindet, Jels, Jels Voldsted, Vamdrup, Kolding Lufthavn og Hjarup, hvorefter den som Tankedalsvej passerer over Sønderjyske Motorvejs afkørsel 65 og ind i den sydlige del af Kolding.
Knap 8 km af strækningen (Koldingvej) forbi Vamdrup er motortrafikvej, ligesom de sidste knap 6 km til Kolding er det.
I rundkørslen ved Gabøl mødes primærruterne 24, 25 og 47.
Rute 25 har en længde på ca. 72 km.